# کانن ئی‌اواس ۵۵۰دی
دوربین کانن ئی‌اواس ۵۵۰دی (به انگلیسی: Canon EOS 550D) که در ژاپن با نام (به انگلیسی: Kiss X4) و در آمریکا با نام (به انگلیسی: Rebel T2i) شناخته می‌شود دوربین تک لنزی بازتابی (DSLR) شرکت کانن می‌باشد، که در تاریخ ۸ فوریه ۲۰۱۰ توسط این شرکت معرفی شد. این دوربین از سنسور ۱۸ مگاپیکسلی CMOS بهره می‌برد و همانند مدل ۵۰۰دی توانایی ضبط ویدئویی فول اچ‌دی را دارد.
این دوربین از سیستم اندازه‌گیری پیشرفته‌ای همانند ۷دی بهره می‌برد و مجهز به نمایشگر جدید واید با قدر نسبت (۳:۲) می‌باشد. دوربین عکاسی کانن ای او اس ایکس ۴ یا ای او اس ۵۵۰ دی (Canon EOS X4 - Canon EOS550D) از دوربین‌های حرفه‌ای رده مبتدی کانن می‌باشد. پس از فروش موفق دوربین Canon EOS 500D کانن دوربین جدید خود را (یک مدل با سه نام و سه قیمت متفاوت!) یعنی Canon EOS 550D که در ژاپن با نام Canon EOS X4 و در آمریکا با نام Canon Rebel T2i شناخته می‌شود را روانه بازار کرد. این دوربین حرفه‌ای که می‌توان گفت دوربین Canon EOS-7D کوچک شده‌است دارای سنسور ۱۸ مگاپیکسلی CMOS بوده و دارای فیلمبرداری Full HD می‌باشد.

## مشخصات کلی
- وزن: ۵۳۰ گرم
- مشخصات حسگر و پرونده: حسگر CMOS با کیفیت ۱۸٫۷ مگاپیکسل - اندازه ۱۴٫۹ × ۲۲٫۳ میلی‌متر-تکنولوژی تشخیص چهره - تکنولوژی تشخیص لبخند
- فیلم: ابعاد فول اچ‌دی - سرعت ۳۰ فریم بر ثانیه
- سرعت شاتر: از ۱ به ۴۰۰۰ ثانیه تا ۳۰ ثانیه
- حساسیت سنسور: ایزو اتوماتیک ۱۰۰ و ۲۰۰ و ۴۰۰ و ۸۰۰ و ۱۶۰۰ و ۳۲۰۰ و ۶۴۰۰ و ۱۲۸۰۰
- فلاش: داخلی (Pop-Up) با برد ۱۳ متر (ISO 100) با قابلیت نصب فلاش خارجی (Hot-Shoe, E-TTL II)
- صفحه نمایش: ۳ اینچ با رزولوشن ۱٬۰۴۰٬۰۰۰ پیکسل - Live View
- ذخیره بر روی کارت حافظه SD/SDHC/SDXC
- باتری یون لیتیوم

## ویژگی‌ها
- سنسور تصویر ۱۸ مگاپیکسلی CMOS
- پردزاشگر تصویر DIGIC 4 با طیف ISO ۱۰۰ تا ۶۴۰۰ و در حالت تقویت شده تا ۱۲۸۰۰
- عکاسی پیاپی با سرعت ۳٫۷ فریم بر ثانیه
- سوکت میکروفون استریو خارجی

## واژه‌نامه
1. ↑  Metering System